# 拉沙佩勒圣欧贝尔
拉沙佩勒圣欧贝尔（法語：La Chapelle-Saint-Aubert，法語發音：[la ʃapɛl sɛ̃.t‿obɛʁ]）是法国伊勒-维莱讷省的一个市镇，位于该省东北部，属于富热尔-维特雷区。

## 地理
拉沙佩勒圣欧贝尔（48°18'49"N, 1°18'29"W）面积9.77 平方千米，位于法国布列塔尼大區伊勒-维莱讷省，该省份为法国西北部沿海省份，位于布列塔尼半岛东部，北濒大西洋，西接阿摩尔滨海省和莫尔比昂省，南至大西洋卢瓦尔省，西南端接曼恩-卢瓦尔省，东临马耶讷省，东北与芒什省接壤。
与拉沙佩勒圣欧贝尔接壤的市镇（或旧市镇、城区）包括：比耶、罗马涅、圣索沃尔德朗德、里沃迪库埃农。

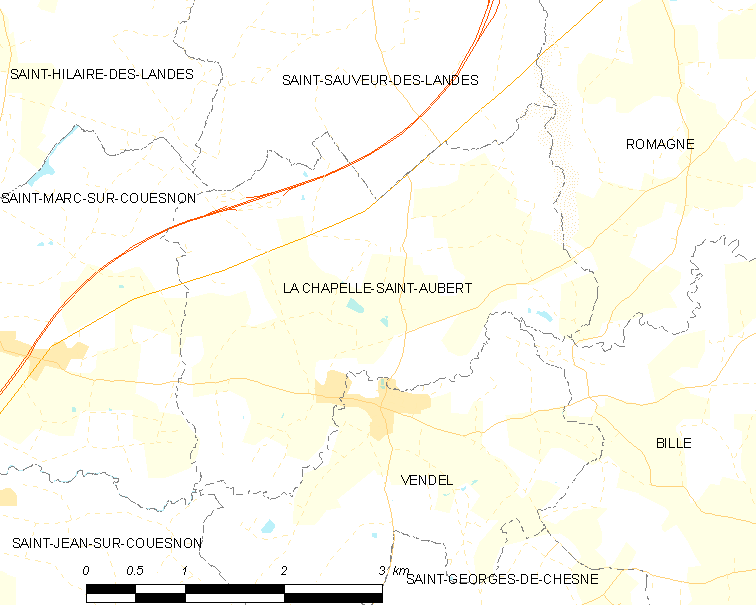
拉沙佩勒圣欧贝尔的OSM定位图

拉沙佩勒圣欧贝尔的时区为UTC+01:00、UTC+02:00（夏令时）。

## 行政
拉沙佩勒圣欧贝尔的邮政编码为35140，INSEE市镇编码为35063。

## 政治
拉沙佩勒圣欧贝尔所属的省级选区为富热尔第一县。

## 人口

1962-2008年间拉沙佩勒圣欧贝尔人口变化图示

拉沙佩勒圣欧贝尔于2022年1月1日时的人口数量为468人。